# Kazimierz Grajcarek
Kazimierz Grajcarek (ur. 17 kwietnia 1952 w Międzybrodziu Bialskim) – polski działacz związkowy, członek Komisji Krajowej NSZZ „Solidarność”, jeden z głównych liderów związku, przewodniczący Sekretariatu Górnictwa i Energetyki. Założyciel związku zawodowego w Kopalni Silesia w Czechowicach-Dziedzicach. W „Solidarności” od jej powstania, tj. 1980 r.; zaangażowany w działalność podziemną.
Był kandydatem na przewodniczącego podczas XV zjazdu „Solidarności”. Uważany za jednego z liderów eurosceptycznej frakcji w związku, a także za dość radykalnego związkowca. Z racji swoich wpływów zwany „generałem”. Obecnie także przewodniczący Polsko-Amerykańskiego Stowarzyszenia na Rzecz Bezpieczeństwa i Higieny Pracy.
Pracował jako ślusarz, górnik i ratownik górniczy; należał do PZPR (od 1979; wydalony w 1981).
Jest również publicystą Radia Maryja.
Pochodzi z Bielska-Białej.

## Odznaczenia
- Odznaka Honorowa za Zasługi dla Ochrony Pracy – 2008[5].